# Andrea Kalavská
Andrea Kalavská (rozená Augustínová, * 28. listopadu 1977, Trenčín) je slovenská lékařka, vysokoškolská pedagožka a politička. Mezi 22. březnem 2018 a 17. prosincem 2019 působila jako ministryně zdravotnictví Slovenské republiky.

## Život
Kalavská v roce 2003 absolvovala doktorské studium všeobecného lékařství na Lékařské fakultě Univerzity Komenského v Bratislavě a doktorandské studium veřejného zdravotnictví na Fakultě zdravotnictví a sociální práce Trnavské univerzity v Trnavě. Později absolvovala specializační zkoušky v oborech vnitřních chorob a tropické medicíny na Slovenské zdravotnické univerzitě v Bratislavě a habilitovala na Vysoké škole zdravotnictví a sociální práce sv. Alžběty v Bratislavě, kde také získala titul Master of Health Administration (MHA).
Od roku 2003 působila na interní klinice Fakultní nemocnice s poliklinikou Trnava a později na první interní klinice Slovenské zdravotnické univerzity v Bratislavě a Univerzitní nemocnice Bratislava a na Poliklinice cizokrajných chorob. Pedagogicky působí na Slovenské zdravotnické univerzitě v Bratislavě a Vysoké škole zdravotnictví a sociální práce sv. Alžběty v Bratislavě.
V období od 14. dubna 2016 do 22. března 2018 působila jako státní tajemnice ministerstva zdravotnictví. Do funkce státní tajemnice ji spolu se Stanislavem Špánikem navrhl tehdejší ministr zdravotnictví Tomáš Drucker, nominant strany SMER – sociálna demokracia.
V roce 2019 ji předseda vlády Peter Pellegrini, člen strany SMER, nominoval na ministryni zdravotnictví, kterou se stala 22. března 2018. Předložila reformu fungování nemocnic, která se ale stala terčem kritiky. I když ji Pellegrini podpořil, v prosinci oznámila, že hodlá na svou funkci rezignovat a nabídla demisi.